# Memorial Minas Gerais Vale
O Museu Memorial Minas Gerais Vale é um museu artístico e cultural dedicado às tradições do povo mineiro localizado em Belo Horizonte, Minas Gerais. O antigo prédio da Secretaria da Fazenda foi restaurado e adaptado para mostrar ao público a história de Minas Gerais. Com patrocínio da Vale, que investiu R$ 27 milhões, o memorial tem projeto de restauração de Flávio Grillo. Foi inaugurado em 30 de novembro de 2010 e faz parte do Circuito Cultural Praça da Liberdade.
Com projeto arquitetônico dos arquitetos Carlos Maia, Débora Mendes, Eduardo França, Humberto Hermeto e Igor Macedo, e projeto museográfico do designer Gringo Cardia, o memorial utiliza recursos virtuais para reunir, em um mesmo espaço, parte da riqueza cultural do Estado, desde o século XVIII até o cenário contemporâneo, incluindo uma perspectiva futurista.
Ambientes que misturam o real e o virtual reconstroem o universo de escritores mineiros, o mundo das fazendas, das tribos indígenas e quilombos, do barroco, das festas populares, do artesanato, da política, e da arqueologia do solo mineiro. 

## Restauração
Durante o período em que esteve sendo restaurado, o Museu Memorial Minas Gerais Vale foi pensado de maneira dualista: ao mesmo tempo em que o projeto de restauração previa uma visibilidade mais moderna para o prédio, também fazia questão de deixar evidente as modificações sofridas ao longo dos anos. Isso fez com que o local seja simultaneamente antigo e contemporâneo.
Uma das coisas que mais ficou visível na mudança foi a luminosidade e o brilho do local. A escada, localizada logo na entrada do prédio, ganhou notoriedade pois o telhado antigo foi substituído por um teto de vidro, o que possibilitou, além da maior luminosidade, a sensação de que o móvel era novo. 
Com a substituição do telhado pelo vidro, todo o memorial passou a ser mais iluminado. Além disso, seu pátio principal também sofreu mudanças, que foram positivas. O que antes era apenas para captar luz, agora também permite maior fruição entre as salas que compõe a localização, ficando, portanto, mais convidativo ao visitante. No mesmo pátio, foi criado também um pequeno jardim. As bromélias tornam o ambiente mais delicado e valorizam o cultural que existe em Minas.  